# Le Garric

Le Garric este o comună în departamentul Tarn din sudul Franței. În 2009 avea o populație de 1.132 de locuitori.

## Evoluția populației
| An        | 1975  | 1982  | 1990  | 1999  | 2006  | 2009  |
| --------- | ----- | ----- | ----- | ----- | ----- | ----- |
| Populație | 1.130 | 1.207 | 1.248 | 1.123 | 1.135 | 1.132 |